# كلايد إيدجيرتون
كلايد إيدجيرتون (بالإنجليزية: Clyde Edgerton)‏ (20 مايو 1944، درم في الولايات المتحدة)؛ روائي أمريكي.

## الجوائز
- زمالة غوغنهايم